# Anacostia
Anacostia (ang. Anacostia River) to rzeka w amerykańskim stanie Maryland. Przepływa również przez Waszyngton, gdzie uchodzi do Potomaku.